# Oihus taeniatus
Oihus taeniatus är en skalbaggsart som beskrevs av Dillon 1952. Oihus taeniatus ingår i släktet Oihus och familjen långhorningar.
Artens utbredningsområde är Fiji. Inga underarter finns listade i Catalogue of Life.